# NGC 126
NGC 126 (ook wel PGC 1784, MCG 0-2-49 of ZWG 383.28) is een lensvormig sterrenstelsel in het sterrenbeeld Vissen.
NGC 126 werd op 4 november 1850 ontdekt door Bindon Blood Stoney (1828-1909), assistent van de Ierse astronoom William Parsons.

## Ecliptica
Het stelsel NGC 126 bevindt zich betrekkelijk dicht bij de Ecliptica, hetgeen betekent dat het, vanaf de Aarde gezien, regelmatig bezoek krijgt van de planeten van het Zonnestelsel, alsook bedekt kan worden door de Maan.